# Нижняя Омра (река)
Ни́жняя О́мра — река в России, протекает по территории Троицко-Печорского района Республики Коми. Устье реки находится в 50 км по левому берегу реки Сойва. Длина реки составляет 66 км, площадь бассейна 347 км².

## Этимология
Гидроним Нижняя Омра, так же как и Верхняя Омра, имеет финно-угорское происхождение, на коми омра означает «растение семейства зонтичных (дудник, дягиль)».

## Описание
Исток реки в болотах в 25 км к северо-западу от посёлка Нижняя Омра. От истока река течёт на северо-восток, затем последовательно разворачивается на восток, юго-восток и юг; русло сильно извилистое. Верхнее и среднее течение проходят по ненаселённому, заболоченному таёжному лесу. Ширина реки в среднем течении около 10-15 метров, в нижнем течении превышает 20 метров. Впадает в Сойву у посёлка Нижняя Омра.

## Притоки
- река Тайкоташор (лв)
- река Ыджыдёль (пр)
- 24 км: река Сотчемшор (в водном реестре — без названия, лв)
- 27 км: река без названия, пр

## Данные водного реестра
По данным государственного водного реестра России относится к Двинско-Печорскому бассейновому округу, водохозяйственный участок реки — Печора от истока до водомерного поста у посёлка Шердино, речной подбассейн реки — Бассейны притоков Печоры до впадения Усы. Речной бассейн реки — Печора.
По данным геоинформационной системы водохозяйственного районирования территории РФ, подготовленной Федеральным агентством водных ресурсов:
- Код водного объекта в государственном водном реестре — 03050100112103000060177
- Код по гидрологической изученности (ГИ) — 103006017
- Код бассейна — 03.05.01.001
- Номер тома по ГИ — 03
- Выпуск по ГИ — 0